# Nazionale maschile di pallacanestro del Benin
La nazionale di pallacanestro del Benin è la rappresentativa cestistica del Benin ed è posta sotto l'egida della Fédération Béninoise de Basketball.
Ha preso parte ai FIBA AfroBasket 1974 giungendo nona.

## Piazzamenti

### Campionati africani
- 1974 - 9°

## Nazionali giovanili
- Nazionale Under-18
- Nazionale Under-16